# Kumylschenskaja
Kumylschenskaja (russisch Кумы́лженская) ist eine Staniza in der Oblast Wolgograd in Russland mit 7953 Einwohnern (Stand 14. Oktober 2010).

## Geographie
Der Ort liegt knapp 200 km Luftlinie nordwestlich des Oblastverwaltungszentrums Wolgograd am namensgebenden linken Chopjor-Nebenflusses Kumylga unweit seiner Mündung.
Kumylschenskaja ist Verwaltungszentrum des Rajons Kumylschenski sowie Sitz der Landgemeinde Kumylschenskoje selskoje posselenije, zu der außerdem die 17 Weiler (chutor) Gluschiza, Golowski, Ilmenewski, Kljutschi, Kolotajewski, Krasnoarmeiski, Kutschurowski, Nikitinski, Obliwski, Potapowski, Rodionowski, Samoilowski, Sarytschewski, Schukowski, Sigajewski, Siskowski und Tschunossowski gehören. Die größten mit jeweils über 200 Einwohnern (Stand 2010) sind Krasnoarmeiski (15 km nordwestlich), Nikitinski (16 km nordöstlich), Obliwski (2 km nördlich) und Rodionowski (8 km nördlich).

## Geschichte
Die 1613 von Donkosaken gegründete Staniza gehörte ab Ende des 18. Jahrhunderts zum Land des Don-Heeres (ab 1870 als Oblast des Don-Heeres bezeichnet), und innerhalb dieses ab Einführung einer Verwaltungsgliederung 1835 zum nördlichsten Okrug Chopjorski (mit Sitz in der gut 100 km nördlich gelegenen Staniza Urjupinskaja).
In der sowjetischen Periode wurde Kumylschenskaja nach mehreren administrativen Umgestaltungen am 23. Juni 1928 Verwaltungssitz eines neu geschaffenen Rajons. 1960 wurde dem Rajon der westlich anschließende Podtjolkowski rajon mit Sitz in der Staniza Slaschtschowskaja angeschlossen. Von 1. Februar 1963 bis Januar 1965 war der Rajon vorübergehend aufgelöst und sein Territorium unter den Nachbarrajons aufgeteilt. Ab 1970 trug er den Namen Podtjolkowski rajon, wie der 1960 angeschlossene Rajon nach dem in der Gegend tätigen revolutionären Kosaken und Teilnehmer am Russischen Bürgerkrieg auf Seite der Roten Armee Fjodor Podtjolkow (1886–1918). Die Staniza wurde in den 1980er-Jahren in eine Siedlung städtischen Typs unter der Namensform Kumylschenski umgewandelt. Seit 1992 ist der Ort wieder Staniza, und 1994 erhielt der Rajon wieder seinen ursprünglichen Namen.

### Bevölkerungsentwicklung
| Jahr | Einwohner |
| ---- | --------- |
| 1897 | 1756      |
| 1939 | 1910      |
| 1959 | 2087      |
| 1970 | 3723      |
| 1979 | 5389      |
| 1989 | 6851      |
| 2002 | 8043      |
| 2010 | 7953      |

Anmerkung: Volkszählungsdaten

## Verkehr
Kumylschenskaja wird nördlich von der Regionalstraße 18K-5 umgangen (die ursprüngliche Straße verläuft durch den Ort), die von Schirnowsk über Rudnja und Michailowka kommend, wo sie sie föderale Fernstraße R22 Kaspi (Kaschira bei Moskau – Astrachan) kreuzt, durch den Nordwesten der Oblast und weiter zur Grenze der Oblast Rostow führt, dort weiter zunächst als 60K-335 in Richtung Millerowo.
In der Stadt Michailowka befindet sich etwa 50 km nordöstlich bei Kilometer 865 der Strecke (Moskau –) Grjasi – Wolgograd die nächstgelegene Bahnstation Sebrjakowo.